# Defensor del Pueblo de Castilla-La Mancha

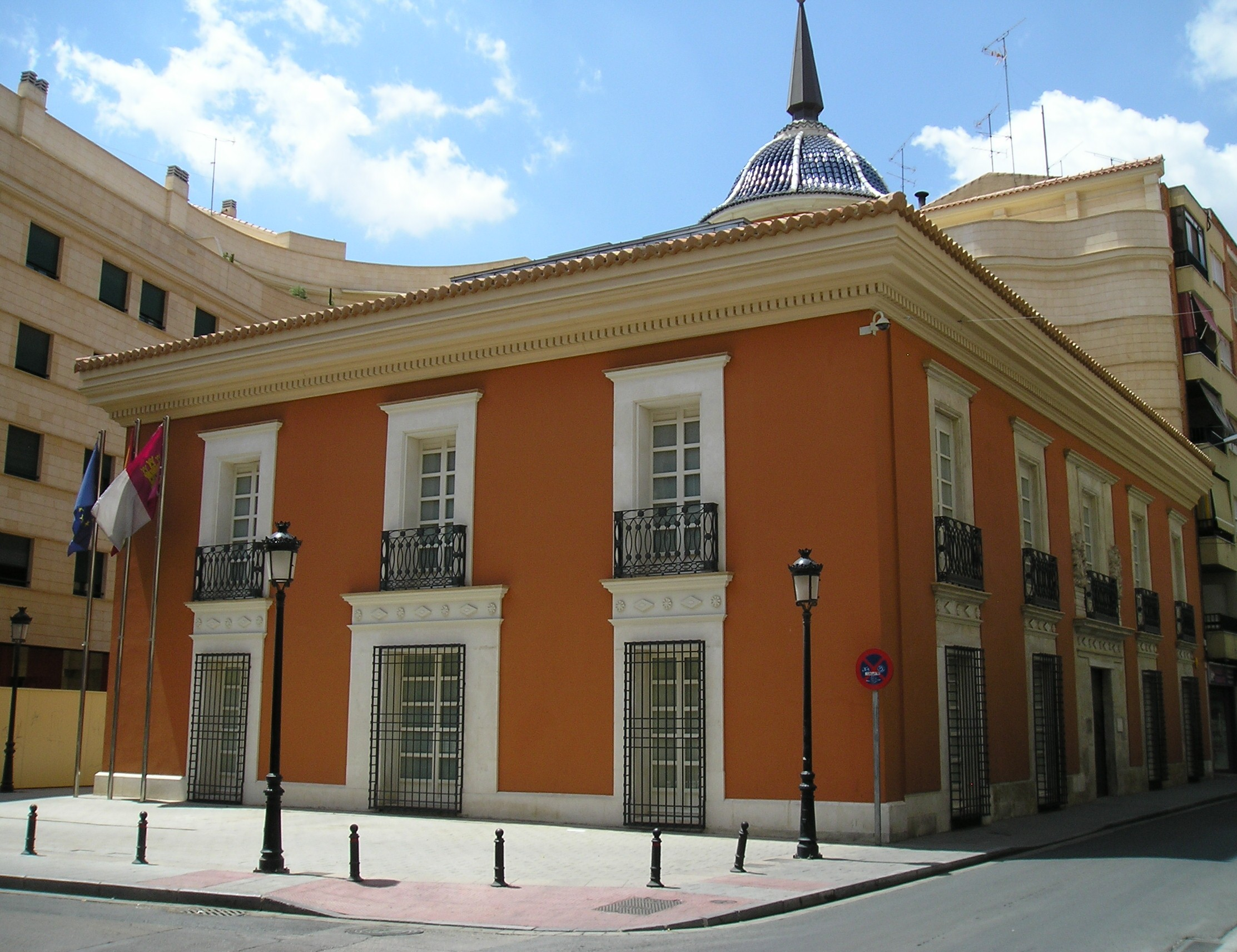
La Casa Perona de Albacete fue la sede del Defensor del Pueblo de Castilla-La Mancha.

El Defensor del Pueblo de Castilla-La Mancha fue la institución encargada de velar por la protección y defensa de los derechos y libertades, individuales y colectivas, comprendidos en el título primero de la Constitución y el artículo 4 del Estatuto de Autonomía de Castilla-La Mancha, de los ciudadanos castellano-manchegos.
Fue creado en 2001 por la Ley 16/2001 de 20 de diciembre, a través de la cual se articulaba su funcionamiento, y suprimido, siendo presidenta María Dolores de Cospedal, en 2011 por la Ley 12/2011 de 3 de noviembre.
La primera persona en ocupar el cargo de Defensor del Pueblo de Castilla-La Mancha fue Henar Merino Senovilla, entre 2001 y 2007. José Manuel Martínez Cenzano fue el segundo Defensor del Pueblo de Castilla-La Mancha, desde 2007 hasta su desaparición en 2011.
Tuvo su sede en la ciudad española de Albacete, concretamente en el edificio conocido como Casa Perona.
Actualmente la asistencia a la ciudadanía está derivada al Defensor del Pueblo de España.